# Springfield (Luisiana)
Springfield es un pueblo ubicado en la parroquia de Livingston en el estado estadounidense de Luisiana. En el Censo de 2010 tenía una población de 487 habitantes y una densidad poblacional de 134,02 personas por km².

## Geografía
Springfield se encuentra ubicado en las coordenadas 30°25′32″N 90°32′40″O / 30.42556, -90.54444. Según la Oficina del Censo de los Estados Unidos, Springfield tiene una superficie total de 3.63 km², de la cual 3.63 km² corresponden a tierra firme y (0%) 0 km² es agua.

## Demografía
Según el censo de 2010, había 487 personas residiendo en Springfield. La densidad de población era de 134,02 hab./km². De los 487 habitantes, Springfield estaba compuesto por el 94.25% blancos, el 4.72% eran afroamericanos, el 0% eran amerindios, el 0% eran asiáticos, el 0% eran isleños del Pacífico, el 0% eran de otras razas y el 1.03% pertenecían a dos o más razas. Del total de la población el 0.62% eran hispanos o latinos de cualquier raza.